# 75 de la Balena
75 de la Balena (75 Ceti) és un estel situat en la constel·lació de la Balena. La seva magnitud aparent és +5,36 i es troba a 263 anys llum del Sistema Solar. En 2012 es va descobrir un planeta extrasolar en òrbita al voltant d'aquest estel.
75 de la Balena és una gegant groga de tipus espectral G3III amb una temperatura efectiva de 4813 K. Té un radi 10,5 vegades més gran que el radi solar —grandària molt comuna per a una gegant de les seves característiques— i una lluminositat 54 vegades major que la del Sol. La seva velocitat de rotació projectada és de 1,77 km/s. Posseeix una massa entre 2,1 i 2,5 masses solars i una edat estimada de 1400 ± 540 milions d'anys. Com la major part dels estels del nostre entorn —el Sol inclusivament—, és un estel del disc fi.
75 de la Balena presenta una metal·licitat, dada que es relaciona amb la presència de sistemes planetaris, pràcticament idèntica a la del Sol ([M/H] = -0,01). Els nivells dels diferents elements avaluats són similars als solars, sent el sodi lleugerament sobreabundant ([Na/H] = +0,15).

## Sistema planetari
En 2012 es va descobrir un planeta extrasolar massiu, denominat 75 de la Balena b, orbitant entorn de 75 de la Balena. Aquest planeta, amb una massa mínima tres vegades major que la massa de Júpiter, es mou a una distància mitjana de 2,1 ua respecte a l'estel. El seu període orbital és de 691,9 dies (1,89 anys).
Un segon període detectat, d'aproximadament 200 dies, podria estar produït per un segon planeta menys massiu.
| Acompanyant (En ordre des de l'estrella) | Masa (MJ) | Període orbital (dies) | Semieix major (ua) | Excentricitat |
| ---------------------------------------- | --------- | ---------------------- | ------------------ | ------------- |
| 75 de la Balena b                        | > 3       | 691,9 ± 3,6            | 2,1                | 0,12          |